# Tobias Torgersen
Tobias Retvik Torgersen (* 25. September 1982) ist ein früherer norwegischer Biathlet und heutiger Biathlontrainer. Zurzeit betreut er die polnische Frauen-Nationalmannschaft.
Tobias Torgersen nahm 2001 in Chanty-Mansijsk an den Junioren-Weltmeisterschaften teil und belegte die Plätze vier im Einzel und Sprint sowie 14 in der Verfolgung und verpasste damit in zwei Rennen knapp eine Medaille. Diese gewann er mit Bronze im Staffelrennen. Zwei Jahre später trat er nochmals in Kościelisko bei der Junioren-WM an und wurde dort 46. im Einzel, 27. im Sprint und 15. der Verfolgung. Hinzu kommen Einsätze im Junioren-Biathlon-Europacup.
Weitaus erfolgreicher war Torgersen national. Fünfmal war er norwegischer Juniorenmeister und gewann zweimal die Gesamtwertung des Norwegischen Juniorcups, bevor er bei den Männern antrat. Mit der Staffel der Provinzen Oslo og Akershus gewann er bei den norwegischen Meisterschaften 2001 in Ål mit Stian Eckhoff, Kristian Martinsen und Halvard Hanevold den Vizemeistertitel. 2002 in Stårheim und 2003 in Tromsø konnte dieser Erfolg in derselben Besetzung wiederholt werden. 2004 in Steinkjer und 2005 gewann er den Titel, auch bei diesen Meisterschaften lief die Staffel in derselben Besetzung.
Torgersen ist studierter Pädagoge und ausgebildeter Biathlontrainer. Nach seiner aktiven Karriere arbeitete Torgersen mehrere Jahre lang als Clubtrainer in Oslo und Lillehammer und war danach bis 2010 Stützpunkttrainer für Skilanglauf und Biathlon im Oberengadin. 2010 wurde er Assistent des neuen Schweizer Nationaltrainers Steffen Hauswald und betreut zudem weiterhin in Teilzeit den Stützpunkt im Oberengadin.